# Róbert Jakab
Róbert Jakab (* 23. červenec 1976, Nitra) je slovenský herec a komik.

## Život
Po dobu studia na střední škole navštěvoval amatérský divadelní soubor v Nitře, vystudoval VŠMU v Bratislavě. Je členem divadla Astorka Korzo '90. Účinkuje i v divadle Teatro Tatro.

## Filmografie
- 1997 – V zajetí lásky
- 1998 – Horská služba (TV seriál)
- 1999 – Šest statečných
- 2002 – Květ štěstí
- 2007 – Rozhovor s nepřítelem
- od 2008 – Panelák (TV seriál)
- od 2008 – Město stínů (TV seriál)
- 2009 – Rádio Hijó (internetový seriál)
- 2009 – Bratislavafilm
- od 2009 – Partička (televizní pořad)
- 2018 – Milenky (TV seriál)

## Ocenění
- 1998 – DOSKY '98 – za absolventské představení Na koho to slovo padne získal spolu s Jurajem Kemkou, Vladimírem Kobielským, Mariánem Miezgou a Lukášem Latinákem ocenění v kategorii Objev sezony.